# Máté Sajbán
Máté Mihály Sajbán (Budapest, 19 dicembre 1995) è un calciatore ungherese, attaccante del Zalaegerszeg.

## Palmarès

### Club

#### Competizioni nazionali
- Nemzeti Bajnokság III: 1

Budaörs: 2014-2015 (girone Ovest)